# Међународни дан видљивости транс особа
Међународни дан видљивости транс особа је годишњи догађај који се одржава 31. марта посвећен прослави трансродних особа и подизању свести о дискриминацији са којима се сусрећу трансродне особе широм света, као и прослави њиховог доприноса друштву. Дан је основала америчка трансродна активисткиња  Рејчел Крендал из Мичигена 2009. године као реакција на недостатак препознавања проблема трансродних људи од стране ЛГБТ+ заједнице, наводећи фрустрацију што је једини дан посвећен транс питању Дан сећања на трансродне особе посвећен убијеним трансродним особама, док са друге стране не постоји дан који би славио живе чланове трансродне заједнице. Први Међународни трансродни дан видљивости одржан је 31. марта 2009. године. Од тада га предводи америчка организација за заступање младих транс студената.

2014. године тај дан су обележили активисти широм света — укључујући Ирску и Шкотску.

## Друштвени медији
2015. године многи трансродни појединци учествовали су у онлајн кампањи на друштвеним мрежама попут Фејсбука, Твитера, Тамблера и Инстаграма . Учесници су постављали селфије, личне приче и статистике у вези са трансродним питањима и другим сродним садржајем како би подигли свест и повећали видљивост.